# Rubus capricollensis
Rubus capricollensis är en rosväxtart som först beskrevs av Franz Joseph Spribille, och fick sitt nu gällande namn av Franz Joseph Spribille. Rubus capricollensis ingår i släktet rubusar, och familjen rosväxter. Inga underarter finns listade i Catalogue of Life.